# Puchar Ukrainy w piłce nożnej (2004/2005)
Puchar Ukrainy 2004/2005 - XIV rozgrywki ukraińskiej PFL, mające na celu wyłonienie zdobywcy krajowego Pucharu, który zakwalifikuje się tym samym do Pucharu UEFA sezonu 2005/06. Sezon trwał od 6 sierpnia 2004 do 29 maja 2005.
W sezonie 2004/2005 rozgrywki te składały się z:
- meczów 1/32 finału,
- meczów 1/16 finału,
- meczów 1/8 finału,
- dwumeczów 1/4 finału,
- dwumeczów 1/2 finału,
- meczu finałowego.

## Drużyny
Do rozgrywek Pucharu przystąpiło 64 kluby Wyższej, Pierwszej i Drugiej Lihi. 
| Kluby Wyższej Lihi: | Kluby Pierwszej Lihi: | Kluby Drugiej Lihi: | Kluby Drugiej Lihi: |
| - Arsenał Kijów - Borysfen Boryspol - Czornomoreć Odessa - Dnipro Dniepropetrowsk - Dynamo Kijów - Illicziweć Mariupol - Krywbas Krzywy Róg - Metalist Charków - Metałurh Donieck - Metałurh Zaporoże - Obołoń Kijów - Szachtar Donieck - Tawrija Symferopol - Wołyń Łuck - Worskła-Naftohaz Połtawa - Zakarpattia Użhorod | - Arsenał Charków - CSKA Kijów - Dynamo-IhroSerwis Symferopol - FK Mikołajów - Hazowyk-Skała Stryj - Karpaty Lwów - Nafkom Browary - Naftowyk-Ukrnafta Ochtyrka - Nywa Winnica - Podilla Chmielnicki - Polissia Żytomierz - Spartak Iwano-Frankowsk - Spartak-Horobyna Sumy - Stal Ałczewsk - Stal Dnieprodzierżyńsk - Zoria Ługańsk | - Bukowyna Czerniowce - Czornohora Iwano-Frankowsk - Desna Czernihów - Dnister Owidiopol - Ełektrometałurh-NZF Nikopol - Enerhetyk Bursztyn - Fakeł Iwano-Frankiwsk - FK Berszad - FK Czerkasy - Hazowyk-ChHW Charków - Helios Charków - Hirnyk-Sport Komsomolsk - Jawir Krasnopole - Krymtepłycia Mołodiżne - Krystał Chersoń - MFK Oleksandria | - Naftowyk Dolina - Nywa Tarnopol - Olimpija FK AES Jużnoukraińsk - Ołkom Melitopol - Oswita Borodzianka - Palmira Odessa - FK Ołeksandrija - PFK Sewastopol - Rawa Rawa Ruska - Reał Odessa - Roś Biała Cerkiew - Techno-Centr Rohatyn - Tytan Armiańsk - Weres Równe - Wuhłyk Dymytrow - Zirka Kirowohrad |

## Terminarz rozgrywek

### 1/32 finału
| 6 sierpnia 2004               |     |                              |          |
| Ołkom Melitopol               | 0:4 | Dynamo Kijów                 |          |
| 7 sierpnia 2004               |     |                              |          |
| Oswita Borodzianka            | 1:2 | Karpaty Lwów                 |          |
| Rawa Rawa Ruska               | 1:4 | Szachtar Donieck             |          |
| Techno-Centr Rohatyn          | 1:0 | Polissia Żytomierz           |          |
| Enerhetyk Bursztyn            | 1:3 | Spartak Iwano-Frankowsk      |          |
| Nywa Tarnopol                 | 0:1 | Metalist Charków             |          |
| Naftowyk Dolina               | 1:2 | FK Mikołajów                 |          |
| Weres Równe                   | 2:4 | Podilla Chmielnicki          |          |
| Bukowyna Czerniowce           | 0:1 | Borysfen Boryspol            |          |
| FK Berszad                    | 1:3 | Stal Dnieprodzierżyńsk       |          |
| Zirka Kirowohrad              | 1:4 | Krywbas Krzywy Róg           |          |
| Krymtepłycia Mołodiżne        | 0:3 | Nywa Winnica                 |          |
| Dnister Owidiopol             | 0:1 | Metałurh Donieck             | (dod.)   |
| Palmira Odessa                | 1:1 | Stal Ałczewsk                | (k. 3:4) |
| Tytan Armiańsk                | 1:4 | Zoria Ługańsk                |          |
| PFK Sewastopol                | 0:2 | Naftowyk-Ukrnafta Ochtyrka   |          |
| Roś Biała Cerkiew             | 0:1 | Obołoń Kijów                 |          |
| Krystał Chersoń               | 0:1 | Worskła-Naftohaz Połtawa     |          |
| FK Ołeksandrija               | 0:2 | Arsenał Kijów                |          |
| Reał Odessa                   | 0:2 | CSKA Kijów                   | (dod.)   |
| Desna Czernihów               | 4:0 | Arsenał Charków              |          |
| Helios Charków                | 1:3 | Tawrija Symferopol           |          |
| Hazowyk-ChHW Charków          | 0:1 | Metałurh Zaporoże            |          |
| FK Czerkasy                   | 2:0 | Hazowyk-Skała Stryj          |          |
| Jawir Krasnopole              | 3:1 | Zakarpattia Użhorod          |          |
| Wuhłyk Dymytrow               | 0:3 | Nafkom Browary               |          |
| Hirnyk-Sport Komsomolsk       | 1:3 | Dynamo-IhroSerwis Symferopol |          |
| 8 sierpnia 2004               |     |                              |          |
| MFK Oleksandria               | 0:3 | Spartak-Horobyna Sumy        |          |
| 14 sierpnia 2004              |     |                              |          |
| Fakeł Iwano-Frankiwsk         | 0:7 | Czornomoreć Odessa           |          |
| Olimpija FK AES Jużnoukraińsk | 0:4 | Wołyń Łuck                   |          |
| 15 sierpnia 2004              |     |                              |          |
| Czornohora Iwano-Frankowsk    | 1:5 | Illicziweć Mariupol          |          |
| Ełektrometałurh-NZF Nikopol   | 1:4 | Dnipro Dniepropetrowsk       |          |

### 1/16 finału
| 19 sierpnia 2004             |     |                          |          |
| Desna Czernihów              | 2:1 | Borysfen Boryspol        | (dod.)   |
| Nywa Winnica                 | 2:2 | Arsenał Kijów            | (k. 4:2) |
| 20 sierpnia 2004             |     |                          |          |
| Jawir Krasnopole             | 0:6 | Dynamo Kijów             |          |
| 21 sierpnia 2004             |     |                          |          |
| Spartak-Horobyna Sumy        | 1:3 | Szachtar Donieck         |          |
| Stal Dnieprodzierżyńsk       | 2:3 | Metałurh Donieck         |          |
| Podilla Chmielnicki          | 0:3 | Illicziweć Mariupol      |          |
| Naftowyk-Ukrnafta Ochtyrka   | 4:0 | Worskła-Naftohaz Połtawa |          |
| Dynamo-IhroSerwis Symferopol | 0:3 | Dnipro Dniepropetrowsk   |          |
| 22 sierpnia 2004             |     |                          |          |
| FK Czerkasy                  | 3:2 | Czornomoreć Odessa       | (dod.)   |
| CSKA Kijów                   | 2:2 | Obołoń Kijów             | (k. 6:5) |
| Zoria Ługańsk                | 0:1 | Krywbas Krzywy Róg       | (dod.)   |
| FK Mikołajów                 | 0:1 | Metałurh Zaporoże        |          |
| Nafkom Browary               | 1:2 | Tawrija Symferopol       | (dod.)   |
| Spartak Iwano-Frankowsk      | 0:3 | Wołyń Łuck               |          |
| Stal Ałczewsk                | 2:0 | Metalist Charków         |          |
| Techno-Centr Rohatyn         | 0:2 | Karpaty Lwów             |          |

### 1/8 finału
| 11 września 2004           |     |                        |          |
| Karpaty Lwów               | 0:1 | Dynamo Kijów           |          |
| Naftowyk-Ukrnafta Ochtyrka | 2:1 | Metałurh Donieck       |          |
| Stal Ałczewsk              | 1:2 | Dnipro Dniepropetrowsk |          |
| CSKA Kijów                 | 1:2 | Szachtar Donieck       |          |
| 12 września 2004           |     |                        |          |
| Illicziweć Mariupol        | 1:2 | Wołyń Łuck             | (dod.)   |
| Nywa Winnica               | 1:0 | Metałurh Zaporoże      |          |
| Desna Czernihów            | 1:4 | Krywbas Krzywy Róg     |          |
| FK Czerkasy                | 1:1 | Tawrija Symferopol     | (k. 4:5) |

### 1/4 finału
|                                     | 1 mecz | 2 mecz | Suma |                        |  |
| ----------------------------------- | ------ | ------ | ---- | ---------------------- |  |
| 16 października i 19 listopada 2004 |        |        |      |                        |  |
| Wołyń Łuck                          | 1:2    | 0:4    | 1:6  | Dynamo Kijów           |  |
| 16 października i 20 listopada 2004 |        |        |      |                        |  |
| Szachtar Donieck                    | 3:0    | 4:0    | 7:0  | Tawrija Symferopol     |  |
| Naftowyk-Ukrnafta Ochtyrka          | 0:2    | 2:2    | 2:4  | Dnipro Dniepropetrowsk |  |
| 17 października i 20 listopada 2004 |        |        |      |                        |  |
| Nywa Winnica                        | 2:1    | 0:2    | 2:3  | Krywbas Krzywy Róg     |  |

### 1/2 finału
|                           | 1 mecz | 2 mecz | Suma |                        |  |
| ------------------------- | ------ | ------ | ---- | ---------------------- |  |
| 21 kwietnia i 4 maja 2005 |        |        |      |                        |  |
| Szachtar Donieck          | 2:1    | 0:0    | 2:1  | Dnipro Dniepropetrowsk |  |
| Krywbas Krzywy Róg        | 1:1    | 0:2    | 1:3  | Dynamo Kijów           |  |

### Finał
Mecz finałowy rozegrano 29 maja 2005 na Stadionie Olimpijskim w stolicy Kijowie.
| Szachtar Donieck | 0:1 | Dynamo Kijów |

| Zdobywca Pucharu Ukrainy 2004/05 |
| -------------------------------- |
| Dynamo Kijów 7 tytuł             |
| ...                              |